# Clase Styrsö
La clase Styrsö son barcos de medidas contraminas sueco  construido con fibra de vidrio. Entre sus misiones está la detección de minas, caza-minas y patrullaje. Los barcos están bautizados con los nombres de islas de cuatro archipiélagos diferentes de Suecia.

## Descripción
Los barcos están equipados para la limpieza de minas acústicas, magnéticas y mecánicas. Cuentan con un de vehículo submarino tipo Uven y un sonar de arrastre a bordo. También es posible operar el sistema SAM de limpieza de minas a control remoto desde los mismos barcos.
Los clase Styrsö tienen muy buenas cualidades de maniobra y son utilizados para cazar minas en el fondo, barrido de minas tradicional pudiendo operar en aguas costeras. Llevan submarinos de operación remota o ROV del tipo Uven y están preparado para operar la próxima generación de estos vehículos denominados ROV S.
La clase está construida exclusivamente  con tecnología de civil, conocida con el acrónimo COTS, todo desde los motores de diésel hasta los ordenadores a bordo han sido comprados del mercado de civil. Este método simplifica los procedimientos de mejora del sistema, es también muy eficaz eliminando la necesidad de desarrollar nuevos y caros sistemas militares. Los barcos tienen un sistema de navegación y control completamente integrado con comunicación de ordenador y proyección de gráficos en un entorno 3D.

## Historia
La clase consta de cuatro barcos que fueron construidos de 1996 a 1997. Están entre los más modernos buques de contramedidas en el mundo y representan una adición importante a la capacidad de limpieza de minas sueca.
En 2004 HMS Spårö y HMS Sturkö fueron modernizados, reduciendo algo de su capacidad contra minas tradicionales para mejorar el apoyo de buceo humano extenso, los buques modificados son llamados ocasionalmente  clase Spårö.

## Unidades
| Número de proa | Nombre de barco | Puesta en quilla | Botado               | Comisionado           | Nota                                      |
| -------------- | --------------- | ---------------- | -------------------- | --------------------- | ----------------------------------------- |
| M11            | HMS Styrsö      |                  | 1996                 |                       | Convertido en buque de mando y suministro |
| M12            | HMS Spårö       |                  | 30 de agosto de 1996 | 21 de febrero de 1997 | Convertido en buque de apoyo a buceo      |
| M13            | HMS Skaftö      |                  | 1997                 | 1997                  | Convertido en buque de mando y suministro |
| M14            | HMS Sturkö      |                  | 1998                 |                       | Convertido en buque de apoyo a buceo      |